# Okręg wyborczy Lostwithiel
Okręg wyborczy Lostwithiel powstał w 1304 r. i wysyłał do angielskiej, a następnie brytyjskiej, Izby Gmin dwóch deputowanych. Okręg obejmował miasto Lostwithiel w Kornwalii. Został zlikwidowany w 1832 r.

## Deputowani do brytyjskiej Izby Gmin z okręgu Lstwithiel

### Deputowani w latach 1304–1660
- 1553: John Courtenay of Tremere
- 1597: William Cornwallis of Brome
- 1621–1622: George Chudleigh
- 1624–1625: John Hobart
- 1625: George Chudleigh
- 1625: Reginald Mohun
- 1640–1644: Richard Arundell
- 1640–1643: John Trevanion
- 1645–1648: John Maynard
- 1645–1648: Francis Holles
- 1659: John Clayton
- 1659: Walter Moyle

### Deputowani w latach 1660–1832
- 1660–1661: Walter Moyle
- 1660–1661: John Clayton
- 1661–1668: Chichester Wrey
- 1661–1670: John Bulteel
- 1668–1679: Charles Smythe
- 1670–1679: Silius Titus
- 1679–1685: John Carew
- 1679–1685: Walter Kendall
- 1685–1689: Robert Southwell
- 1685–1689: Matthias Vincent
- 1689–1690: Francis Robartes
- 1689–1695: Walter Kendall
- 1690–1695: Bevil Granville
- 1695–1698: Bernard Granville
- 1695–1701: Samuel Travers
- 1698–1701: George Booth
- 1701–1705: John Molesworth
- 1701–1701: John Buller
- 1701–1702: George Booth
- 1702–1708: Russell Robartes
- 1705–1706: Robert Molesworth
- 1706–1709: James Kendall
- 1708–1709: Joseph Addison
- 1709–1710: Francis Robartes
- 1709–1710: Russel Robartes
- 1710–1710: Horatio Walpole
- 1710–1713: John Hill, torysi
- 1710–1713: Hugh Fortescue
- 1713–1715: Thomas Clarges
- 1713–1715: Erasmus Lewis
- 1715–1721: Galfridus Walpole
- 1715–1718: Thomas Liddell
- 1718–1720: Edward Eliot
- 1720–1722: John Newsham
- 1721–1724: William Cavendish, markiz Hartington
- 1722–1724: Philip Stanhope, lord Stanhope
- 1724–1728: Orlando Bridgeman
- 1724–1727: Henry Parsons
- 1727–1727: William Stanhope
- 1727–1728: Darrell Trelawny
- 1728–1734: Anthony Cracherode
- 1728–1730: Edward Knatchbull
- 1730–1734: Edward Walpole
- 1734–1741: Richard Edgcumbe
- 1734–1735: Philip Lloyd
- 1735–1736: Matthew Ducie Moreton
- 1736–1747: John Crosse
- 1741–1747: Robert Salusbury Cotton
- 1747–1754: Richard Edgcumbe
- 1747–1768: James Edward Colleton
- 1754–1761: Thomas Clarke
- 1761–1766: George Howard
- 1766–1768: Francis Seymour-Conway, wicehrabia Beauchamp
- 1768–1774: Henry Cavendish
- 1768–1776: Charles Brett
- 1774–1780: Arthur Hill, wicehrabia Fairford
- 1776–1780: Thomas Potter
- 1780–1780: John St. John
- 1780–1781: Thomas de Grey
- 1780–1784: George Johnstone
- 1781–1784: George Capell-Coningsby, wicehrabia Malden
- 1784–1790: John Sinclair
- 1784–1790: John Thomas Ellis
- 1790–1791: Richard Edgcumbe, wicehrabia Valletort
- 1790–1796: Reginald Pole Carew
- 1791–1796: George Smith
- 1796–1806: Hans Sloane
- 1796–1802: William Drummond of Logiealmond
- 1802–1807: William Dickinson
- 1806–1807: Cornelius O’Callaghan, 1. wicehrabia Lismore
- 1807–1807: Charles Cockerell
- 1807–1812: George Peter Holford
- 1807–1812: Ebenezer Maitland
- 1812–1816: Reginald Pole-Carew
- 1812–1818: John Ashley Warre
- 1816–1818: William Edgcumbe, wicehrabia Valletort, torysi
- 1818–1826: Robert Wigram, torysi
- 1818–1826: Alexander Cray Grant, torysi
- 1826–1830: William Edgcumbe, wicehrabia Valletort, torysi
- 1826–1832: Edward Cust, torysi
- 1830–1830: William Vesey-FitzGerald, torysi
- 1830–1832: Ernest Edgcumbe, wicehrabia Valletort, torysi